# 유리 이사금
유리이사금(儒理尼師今, ?~57년, 재위: 24년~57년) 또는 노례이사금(弩禮尼師今)은 신라의 제3대 이사금으로 남해차차웅의 태자이며 어머니는 운제부인(雲帝夫人)이다. 박혁거세의 손자이다. 왕후는 일지(日知) 갈문왕(葛文王)의 딸, 혹은 허루왕(許婁王)의 딸 박씨라는 설이 있지만, 삼국유사에 나오는 사요 갈문왕의 딸일 가능성이 높다. 아들 둘을 두었다. 다른 이름으로는 노례(弩禮), 치리(治理), 치리(齒理), 치리적(治理赤) 등이 있다. 삼국유사에서는 노례이다. 모두 고유어 '누리(세상)'를 차자 표기 한 것으로 본다. 또한 '누리'라는 왕명이 시조왕 다음 왕을 뜻한다는 견해가 있다.
24년부터 57년까지 재위하는 동안 24년부터 43년까지 친정하였고 43년부터 57년 붕어할 때까지 매제 석탈해(훗날 탈해이사금)가 대보의 신분으로 대리청정을 하였다.

## 생애

### 즉위 이전
《삼국사기》는 왕호에 대해 김대문의 말을 인용하기를: "이사금은 방언이니 잇금을 이른다. 이전에 남해가 바야흐로 죽으려 할 즈음 아들 유리와 사위 탈해에게 일러 말하기를 '내가 죽은 뒤 너희 박 석 두 성씨 가운데 나이가 많은 사람이 왕위를 이을 일이다'라고 하였다." 이때 탈해는 38세였고, 유리의 나이는 기록되어 있지 않아 알 수 없다. 둘은 지혜가 많은 자는 잇금이 많다고 하니, 그것으로 왕위 계승자를 결정하자는 탈해의 제안으로 시험해보니 유리의 이 자국이 더 많아 유리가 왕이 되고 왕호를 이사금이라 하였다.

### 즉위 이후
즉위 이듬해인 25년 친히 시조 묘에 제사를 지내고 죄수를 크게 사면했으며, 28년(즉위 5년)에 홀아비, 과부, 고아, 늙고 병든 이들에 대한 구휼을 실시했다. 이 해에 백성들 사이에서 평안함을 기뻐하며 처음으로 「도솔가(兜率歌)」를 지었으니, 이것이 가악(歌樂)의 시초이다.
즉위 9년에 진한 6부의 이름을 고치고 성씨를 내렸는데, 이 무렵 신라의 진한에서의 영향력이 커졌음을 나타낸다. 또한 <삼국사기>에 따르면 관위 17등급을 정리했는데, 삼국사기에는 17등급이 전부 이때 정해진 것처럼 기록되어 있으나 실제로는 유리 이사금이 그 기틀을 다지고 후에 제도를 손봐 17등급이 완성된 것으로 생각된다.
36년(즉위 13년) 음력 가을 8월에 낙랑이 북쪽 변경을 침범하여 타산성(朶山城)을 공격하여 함락시켰다.
37년(즉위 14년) 고구려의 대무신왕이 낙랑을 습격하여 멸망시켰다. 낙랑 사람 5천 명이 와서 투항하였으므로 6부에 나누어 살게 하였다.

### 말년
40년(즉위 17년) 가을 음력 9월에 화려현(華麗縣)과 불내현(不耐縣) 두 현의 사람들이 함께 모의하여 기병을 이끌고 북쪽 변경을 침범하였는데, 맥국(貊國)의 우두머리가 곡하(曲河)의 서쪽에서 군사로써 막아 물리쳤다. 유리 이사금은 기뻐하여 맥국과 우호를 맺었다. 그리고, 42년(즉위 19년) 가을 음력 8월에는 맥국의 거수(渠帥)가 사냥하여 얻은 새와 짐승을 바쳤다.
56년(즉위 33년) 음력 여름 4월에 용이 금성의 우물에 나타나고, 얼마 있지 않아 갑작스럽게 비가 서북쪽으로부터 와서 쏟아졌다.
또 그 해 음력 5월에는 바람이 세차게 불어 나무가 뽑혔다.
57년(즉위 34년) 가을 음력 9월에 유리 이사금은 병환이 들자 신료들에게 '탈해는 그 신분이 임금의 척족(戚族)이고 지위가 보필하는 신하의 자리에 있으며 여러 번 공과 명성을 드러내었다. 짐(朕)의 두 아들은 재주가 그에 훨씬 미치지 못한다. 내가 죽은 후에 그로 하여금 왕위에 오르게 할 것이니, 나의 유훈을 잊지 말라.'며 유언을 남겼다. 57년 겨울 음력 10월에 왕이 돌아가시니 사릉원(蛇陵園) 안에 장사지냈다.

## 가계
- 조부 : 혁거세 거서간(赫居世居西干)
- 조모 : 알영부인(閼英夫人)
- 부왕 : 남해 차차웅(南解次次雄)
- 모후 : 운제부인(雲帝夫人)
  - 동생 : 박나로(朴奈老)
  - 누이 : 아효부인(阿孝夫人 朴氏) - 탈해 이사금(脫解尼師今, 신라의 4대 국왕)에게 출가
  - 매제 : 탈해 이사금(脫解尼師今) 신라의 4대 국왕
  - 부인 : 이리생부인, 일지 갈문왕(日知 葛文王)의 딸
    - 장남 : 일성 이사금(逸聖泥師今)

  - 부인 : 차비 김씨(次妃 金氏) 사요 갈문왕의 딸
    - 차남 : 파사 이사금(婆娑尼師今)
    - 장녀 : 석걸숙(昔乞淑)에게 출가

## 같이 보기
- 삼국 시대
- 고구려
  - 대무신왕 (18년 ~ 44년)
  - 민중왕 (44년 ~ 48년)
  - 모본왕 (48년 ~ 53년)
  - 태조대왕 (53년 ~ 146년)
- 백제
  - 온조대왕 (기원전 18년 ~ 서기 28년)
  - 다루왕 (28년 ~ 77년)
- 가야
  - 김수로왕 (42년? ~ 199년)

| 전 대 남해 차차웅 | 제3대 신라 국왕 24년 ~ 57년 | 후 대 탈해 이사금 |